# Сегнетова соль
Сегне́това соль, тартра́т натрия-калия, калий-натрий виннокислый — тетрагидрат двойной натриево-калиевой соли винной кислоты {\displaystyle {\ce {KNaC4H4O6*4H2O}}}. Названа по имени французского аптекаря Пьера Сеньета (фр. Pierre Seignette), 1660—1719 (в других источниках указывается имя аптекаря Эли Сенье (1632—1698), а также годы получения соли — 1672 и 1675).

## Физические свойства и применение в технике
Окраска кристаллов сегнетовой соли — от бесцветной до голубоватой. Разлагаться вещество начинает уже при 55,6 °C (вероятно, имеется в виду частичная или полная потеря кристаллизационной воды). Построение кристалла соответствует ромбической системе (обычно вещество кристаллизуется в ромбовидные кристаллы с 12 гранями, 2 из которых — пинакоиды; углы между двумя боковыми гранями равны 163° un 40°).

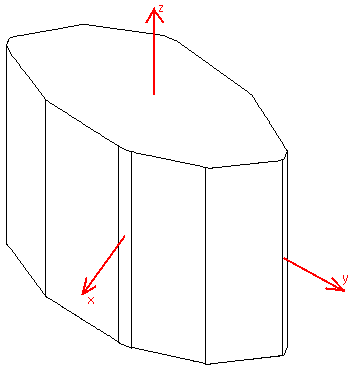
Примерное изображение кристалла сегнетовой соли. Через видимые на рисунке пинакоиды проведены оси координат.

У сегнетовой соли впервые (1920; по другим данным, в 1894 г.) были обнаружены своеобразные электрические свойства — самопроизвольная поляризация в определённом интервале температур, причём эта поляризация поддаётся изменению под воздействием достаточно сильного внешнего электрического поля. Позже вещества с такими свойствами стали называть по имени сегнетовой соли сегнетоэлектриками.
Кроме того, тетрагидрат тартрата калия-натрия является одним из первых веществ, у которых были обнаружены пьезоэлектрические свойства (Пьер и Жак Кюри, 1880). Позднее эти свойства нашли применение в технике: сначала в межвоенный период в США (патент фирмы BRUSH № 2483647), а затем и в других странах (в СССР в 1941—1942 гг.) сегнетову соль стали применять в звукоснимателях электрофонов, микрофонах, телефонных трубках и других подобных устройствах (например, в слуховых аппаратах). Особенно широко это вещество нашло применение во время повышенного спроса на электротехнику в послевоенные годы. По сравнению с другими преобразователями выходное напряжение сегнетовой соли весьма велико (даже в три тысячи раз больше). Однако изготовленные из неё преобразователи не могут храниться во влажном месте, поскольку соль из-за своей гигроскопичности постепенно расплывается.

## Химические свойства и применение
Так как тартрат натрия-калия — соль винной кислоты, ему соответствуют несколько оптических изомеров. В природе встречается только L-(+)-винная кислота.
Тетрагидрат растворим в воде хорошо (54 г/100 г {\displaystyle {\ce {H2O}}}) при 15 °C, при 30 °C 1390 г/л), к тому же соль гигроскопична. Однако соль как таковая, очевидно, малорастворима, поскольку в реакции получения выпадает в осадок.
Тартрат натрия-калия является компонентом Фелинговой жидкости, в составе которой он используется для обнаружения сахаров. Также сегнетову соль используют в серебрении зеркал по методу Генрихсона. Кроме того, эта соль используется в органическом синтезе как деэмульгатор в водных растворах, обычно в реакциях с применением гидрида алюминия. Наконец, в растворе для определения белков биуретовым методом также содержится тартрат калия-натрия.
В лаборатории эту соль получают осаждением в мелкокристаллическом виде из горячего раствора кислого тартрата калия добавлением стехиометрического количества Na2CO3.

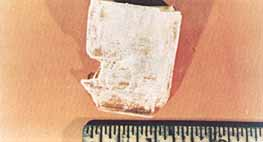
Сравнительно большой кристалл, выращенный на станции «Скайлэб»

Кристаллы большего размера выращены в космосе в условиях слабого тяготения и конвекции, например, на американской орбитальной станции «Скайлэб». Выращивают кристаллы нужного размера и в промышленности.

## Использование в других целях
Тартрат калия-натрия используется в пищевой промышленности в качестве добавки E337 (антиоксиданта). Он обладает солёным, холодящим вкусом. Используется эта соль и в пекарских порошках. Вещество нашло применение и в медицине — в качестве слабительного (якобы аптекарь Сеньет употреблял эту соль для помощи при желудочных расстройствах). В этих целях сегнетову соль часто применяют в составе порошка Сейдлица, ранее она использовалась в составе «венского питья».